# Antonio Arregui Yarza

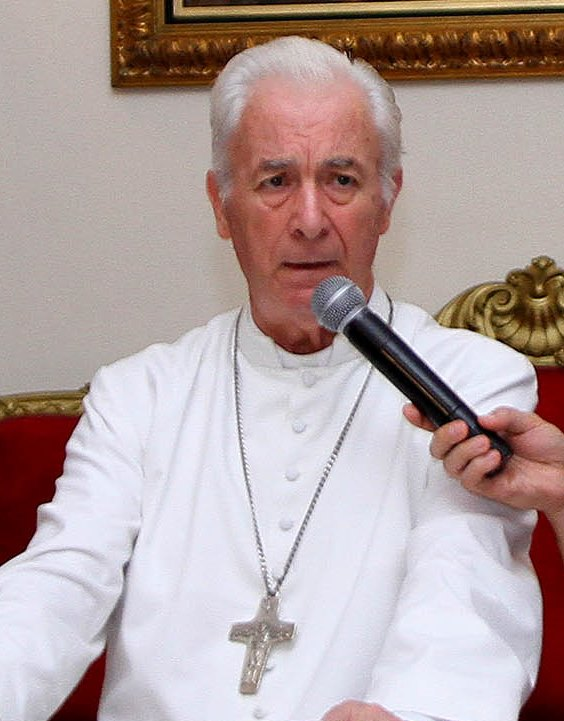
Antonio Arregui Yarza (2015).

Antonio Arregui Yarza (3 de junho de 1939, Oñata) é um arcebispo da Igreja Católica, titular da diocese de Guayaquil desde de 7 de maio de 2003 na sucessão de Juan Ignacio Larrea Holguín. É originário do clero da Sociedade Sacerdotal da Santa Cruz.